# Clinique Notre-Dame de Grâce Gosselies
La clinique Notre-Dame de Grâce Gosselies (CNDG) est un hôpital belge à Gosselies (Charleroi).
Depuis 2012, la clinique Notre-Dame de Grâce a un accord de collaboration pour l’hémato-oncologie médicale et la dialyse avec les cliniques universitaires Saint-Luc à Bruxelles. Depuis 2021, la Clinique Notre-Dame de Grâce et le Grand Hôpital de Charleroi sont réunis au sein du Réseau Hospitalier Charleroi Métropole (RHCM).

## Histoire
En 1921, est créé le dispensaire « La Charité », situé dans un bâtiment mis à la disposition de la congrégation des Sœurs de la Charité de Namur par la famille Drion du Chapois à Gosselies. En 1924, les Sœurs Franciscaines de Manage prennent la relève étendant les activités du dispensaire à la chirurgie et à l’obstétrique. En 1934, le dispensaire devient la clinique Notre-Dame de Grâce.
En 1968, les sœurs ouvrent l’ASBL existante aux laïcs issus de familles de la région de Gosselies. En 1979, la clinique s’installe sur le site actuel dont elle a acquis la propriété et, en 1999, elle entame la construction d’une extension sur trois niveaux hébergeant le service d’urgence, la réanimation, de nouvelles salles d’opération, la réadaptation, l’hôpital de jour et une extension du laboratoire de biologie clinique. S'y ajoute en mars 2003 un SMUR (service médical d’urgence et réanimation).
Le 28 juin 2008, la clinique Notre-Dame de Grâce et les cliniques universitaires Saint-Luc, hôpital académique de l’UCL à Bruxelles signent un accord de partenariat privilégié, dans le but de créer et de développer des collaborations médicales. Au début des années 2010, la clinique renouvelle complètement ses infrastructures. Les travaux, misant sur un variété de couleurs liées à chaque département et sur la luminosité, se terminent en septembre 2018,.
En 2017, la CNDG a été un des premiers hôpitaux francophones à recevoir l'Accréditation Internationale de qualité des soins délivrée par l’organisme indépendant Accréditation Canada International. Cette accréditation a été renouvelée en juillet 2024.
En 2021, la CNDG est réunie avec le Grand Hôpital de Charleroi (GHdC) au sein du Réseau Hospitalier Charleroi Métropole (RHCM). En résulte, l’association des services d’oncologie-hématologie du GHdC et de la clinique Notre-Dame de Grâce de Gosselies (CNDG) au sein du Centre du cancer et des maladies du sang, première réalisation concrète de la création du RHCM.
Enfin, il est prévu que les systèmes informatiques du GHdC et du CNDG soient intégrés afin de faciliter le partage et l'échange de données.

## Activités
Les activités comprennent la polyclinique, les services d’hospitalisation, d’urgences, de chirurgie et de radiologie, un laboratoire du sommeil, un hôpital de jour pédiatrique et un centre d'autodialyse.
Le Centre du cancer et des maladies du sang est un des plus gros centres de recherche clinique de Belgique. Il est composé d'une vingtaine de médecins oncologues et hématologues du GHdC et de la CNDG. Les deux institutions bénéficient d’un large accès à des tests internationaux en développement, en association avec le service oncologique des cliniques Universitaires Saint-Luc.
Les services de chirurgie de la CNDG et du GHdC se répartissent leur activité dans les domaines de la chirurgie thoracique, de la chirurgie vasculaire et de la phlébologie.
Le GHdC et la CNDG ont également déjà développé des partenariats notamment pour l’ophtalmologie, la cardiologie, les urgences, la dialyse, la médecine nucléaire et l’imagerie médicale.
La CNDG compte 220 lits.

## Accès
- Par le métro léger de Charleroi ligne M3 Sud – Ouest –Beaux-Arts – Parc – Sud : en venant de Charleroi : arrêt « Gosselies – Bruyerre » à 8 minutes à pied de la CNDG
- Par la ligne de bus 86 – Gosselies (Athénée) – Jumet (Gohissart) – Charleroi Sud : arrêt « Gosselies Athénée » à 5 minutes à pied de la clinique
- Par la ligne de bus 50 – Charleroi Beaux-Arts – Pont-à-Celles Place : arrêt « Gosselies Hôpital Notre Dame » devant la clinique, Chaussée de Nivelles